# Carène (poterie)
Pour les articles homonymes, voir Carène.

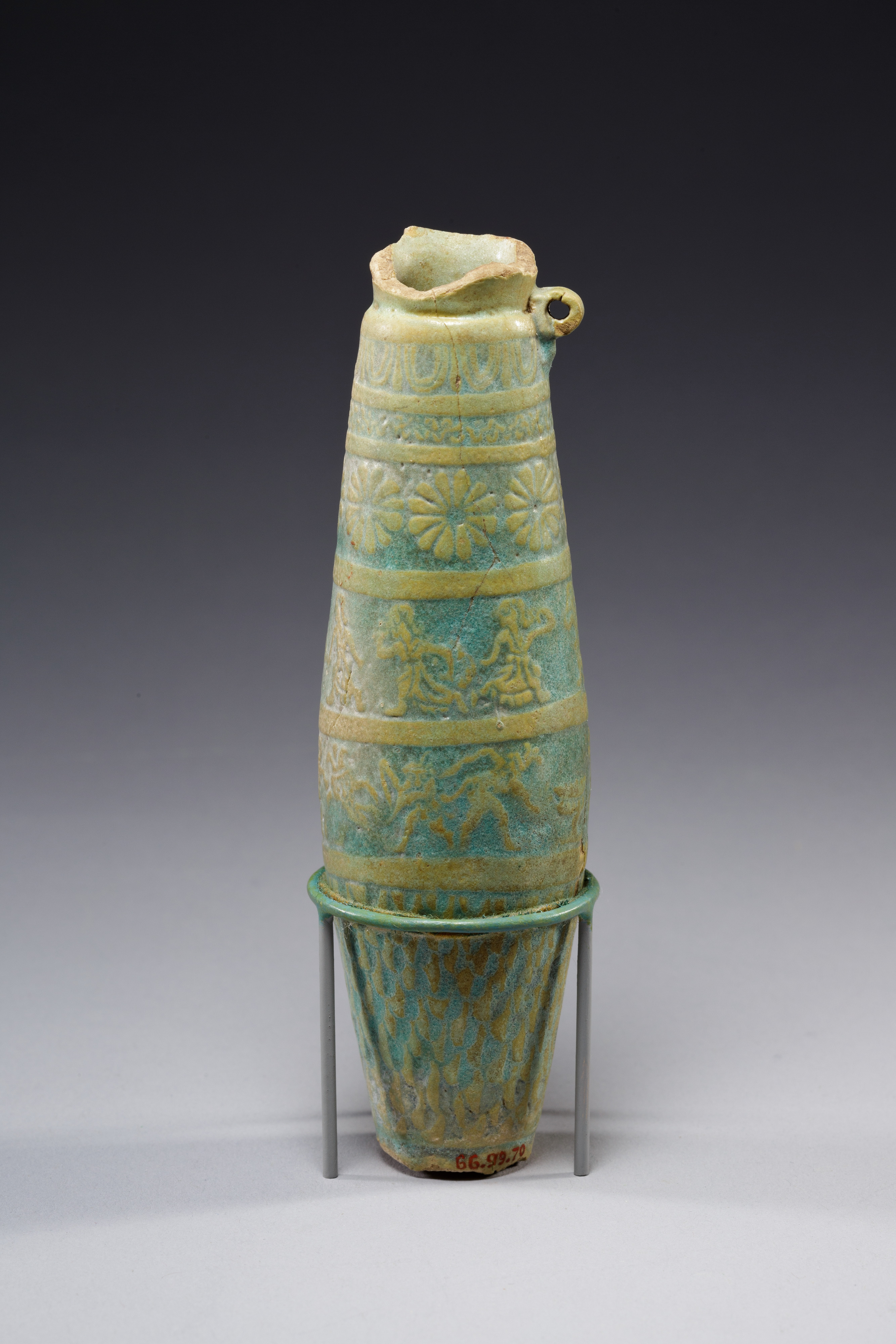
Alabastre bicônique égyptien, 332–330 BC.

La carène d'une poterie est, pour un récipient de forme biconique, l'angle formé à la ligne de jonction entre la partie inférieure du récipient, évasée vers le haut, et la partie supérieure évasée vers le bas. Cet angle marque le plan de la plus grande largeur du récipient.
Un récipient peut être caréné à des hauteurs variées, relativement à la hauteur totale de la pièce.
Les poteries de l'âge du bronze ont parfois cette forme biconique, par exemple celles du champ d'urnes de Dompierre, l'exemplaire de la grotte de Nermont à Saint-Moré ou celui de l’incinération 3 du site des Milosiottes à Noyers-sur-Serein (Yonne).

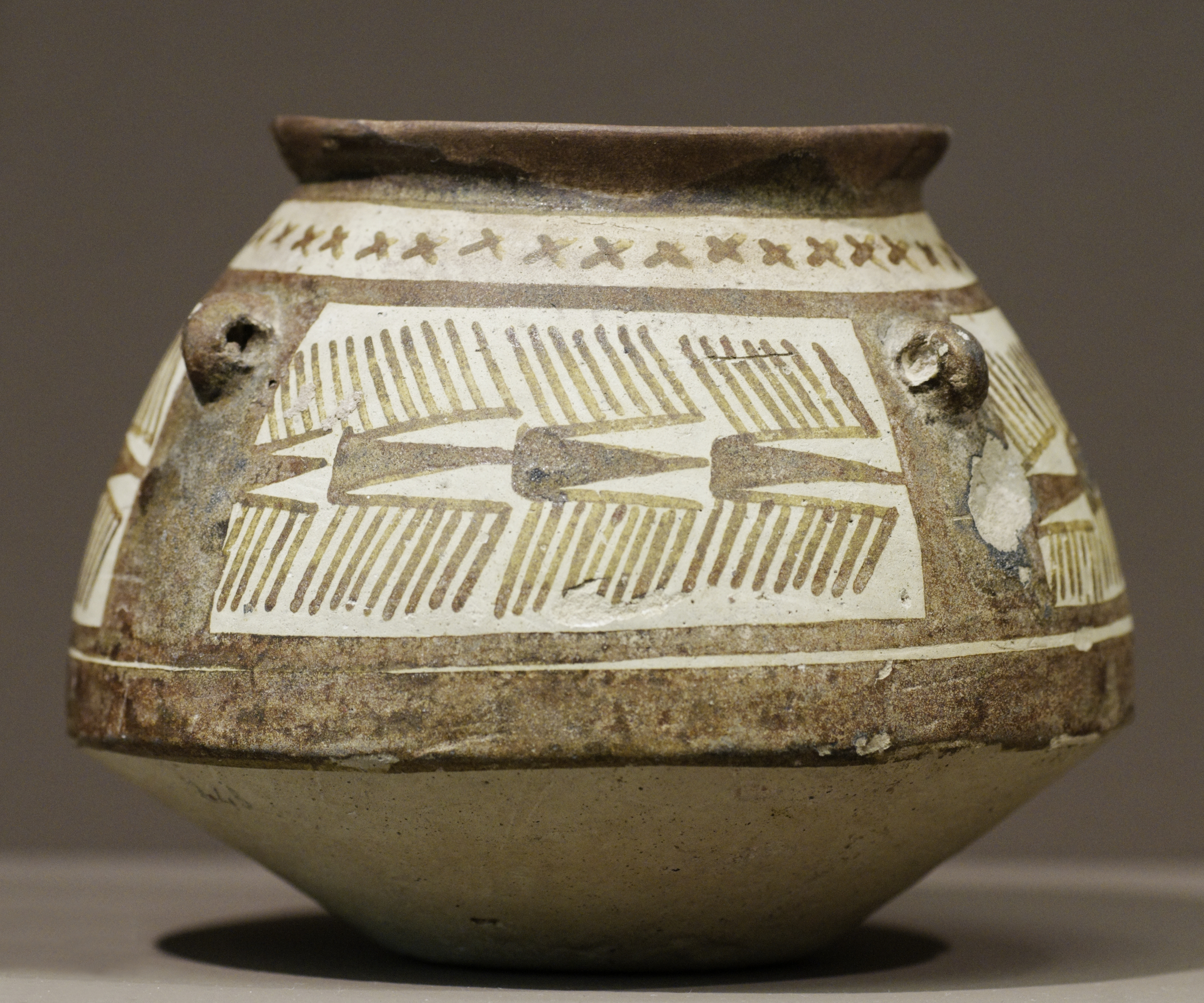
Vase, fin du Ve millénaire, Suse, Iran. Musée du Louvre. Carène en bande plate.
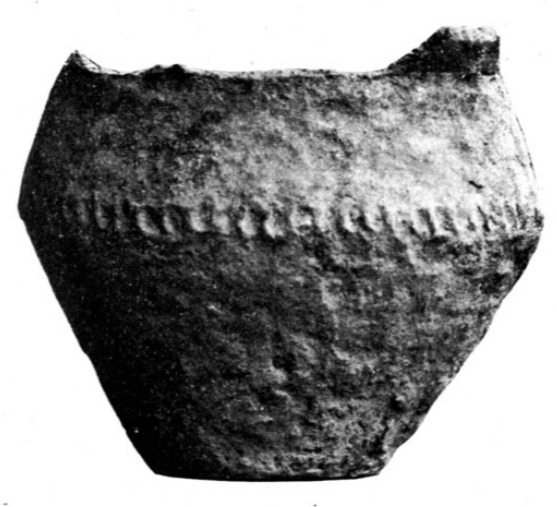
Urne funéraire, Dompierre-sur-Besbre, Yonne. Carène marquée d'impressions.

Sur le tesson du petit bol bicônique anglo-saxon vu ci-dessous, des stries en diagonale descendent depuis le col jusqu'à l'angle formé par la carène.

Tesson de petit bol bicônique anglo-saxon (~VIe s. BC)
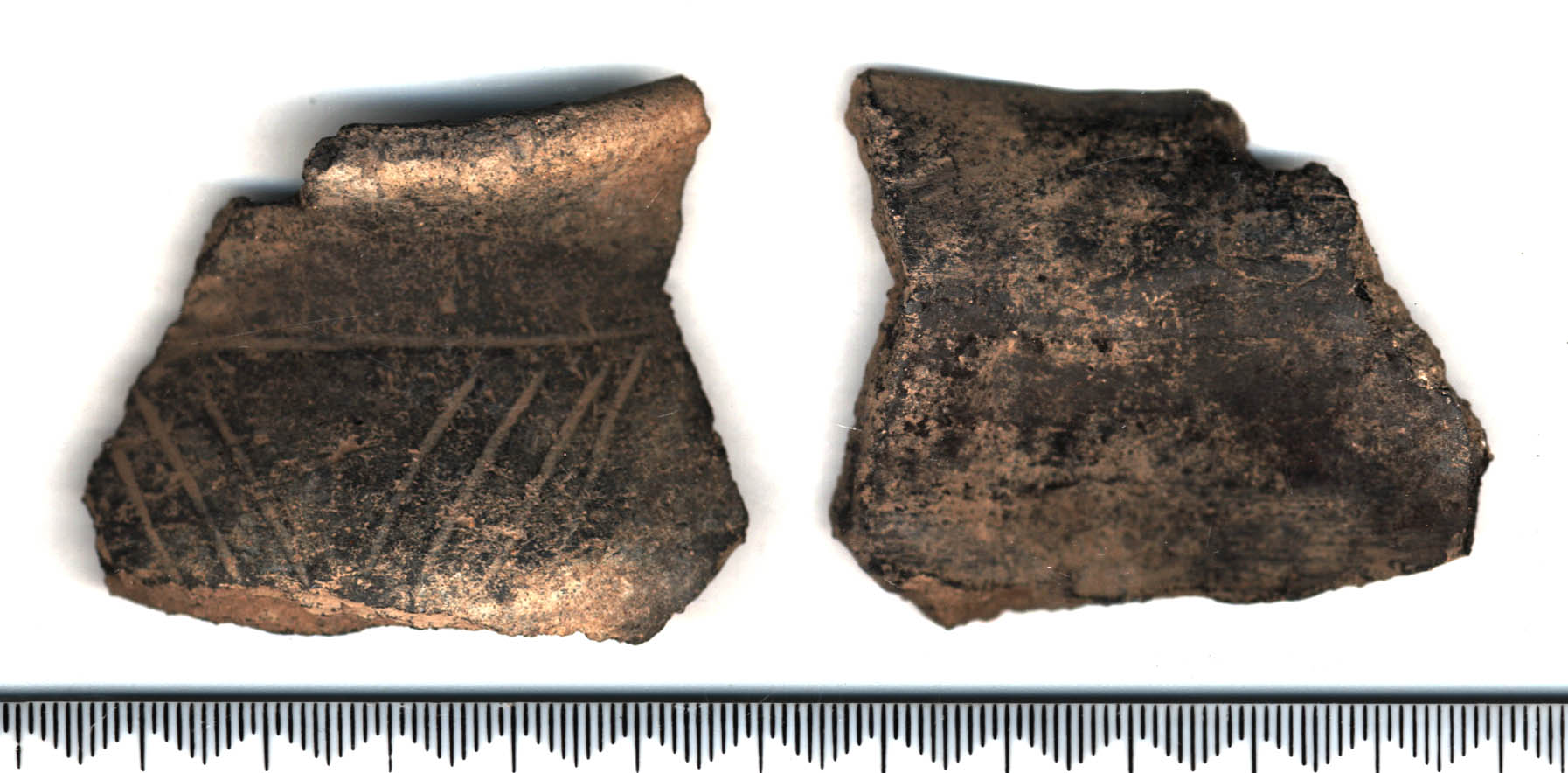
Extérieur et intérieur du tesson…
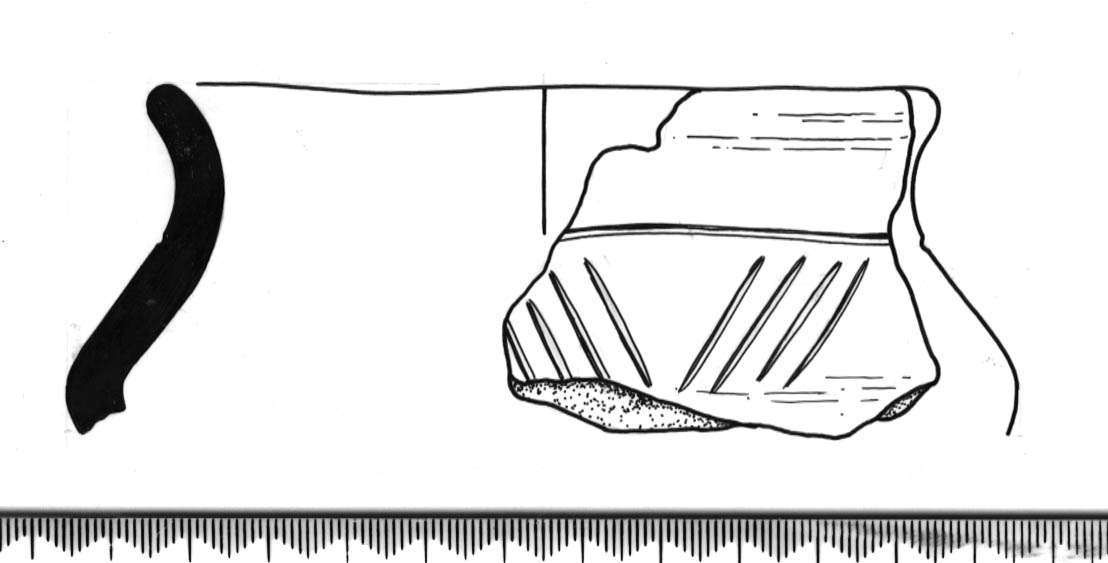
… et emplacement du tesson dans le bol.

Des objets dans d'autres matériaux peuvent aussi avoir une forme bicônique.

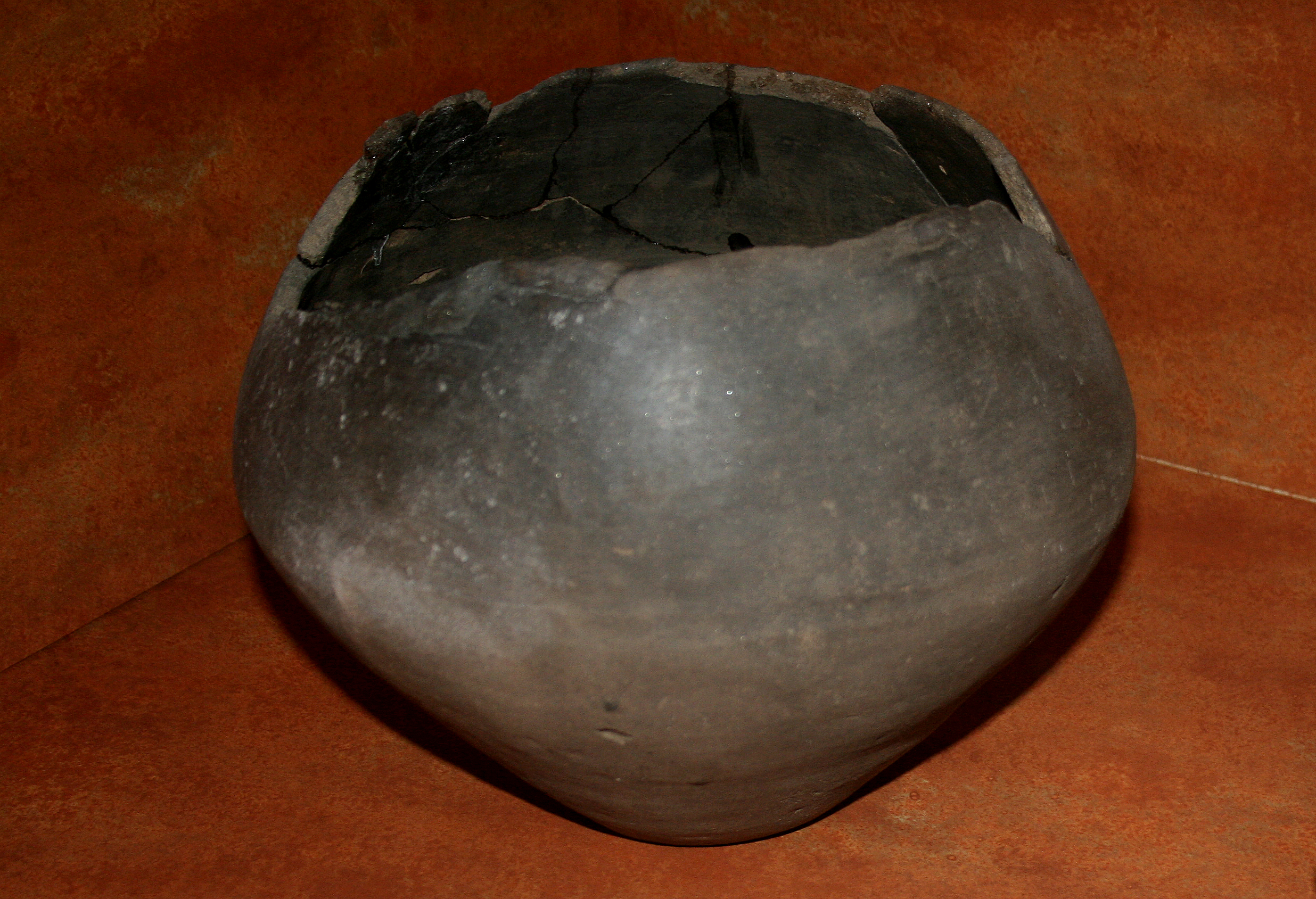
Urne funéraire en bronze, âge du bronze, Olivet (Loiret).
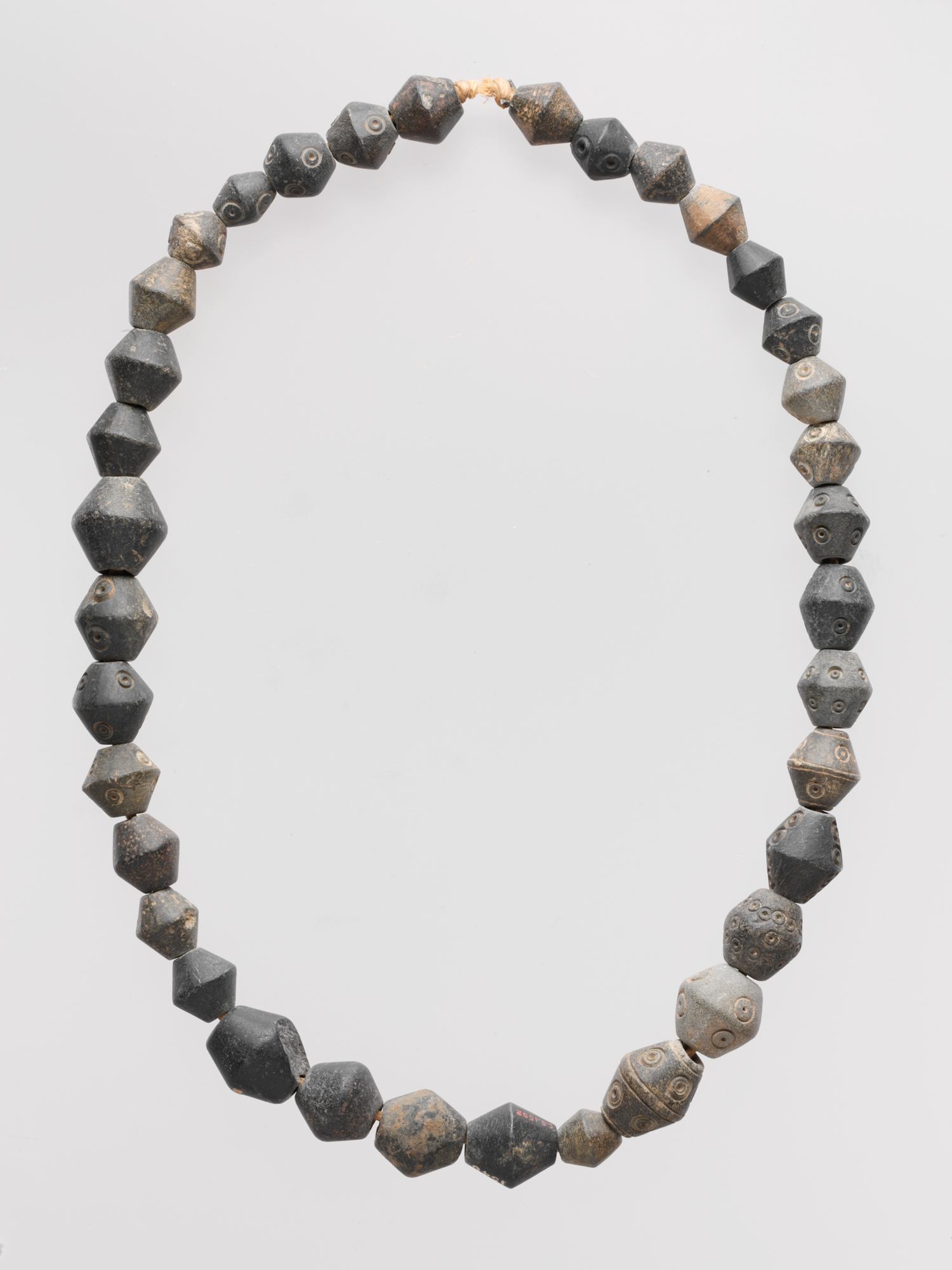
Collier chypriote en perles de chlorite bicôniques